# Список рекордів СРСР з легкої атлетики
Рекорди СРСР з легкої атлетики є результатами, що визнавались Федерацією легкої атлетики СРСР як найкращі серед радянських легкоатлетів в певних легкоатлетичних дисциплінах до припинення існування СРСР наприкінці 1991.

## Рекорди СРСР

### Чоловіки
| Дисципліна                             | Результат  | Атлет | Дата       | Змагання                                | Стадія | Місто          | Відео            | Примітки      |
| -------------------------------------- | ---------- | --- | ---------- | --------------------------------------- | ------ | -------------- | ---------------- | ------------- |
| Спринт (стадіон)                       |            | |            |                                         |        |                |                  |               |
| 100 метрів (хронологія)                | 10,03      | Віктор Бризгін Ворошиловград | 07.06.1986 | Меморіал братів Знаменських             | 1заб1  | Ленінград      |                  | [ 1 ] [ 2 ]   |
| 200 метрів (хронологія)                | 20,00      | Валерій Борзов Київ | 04.09.1972 | Олімпійські ігри                        | ф1     | Мюнхен         | Відео на YouTube | [ 3 ]         |
| 400 метрів (хронологія)                | 44,60      | Віктор Маркін Новосибірськ | 30.07.1980 | Олімпійські ігри                        | ф1     | Москва         | Відео на YouTube | [ 4 ]         |
| Біг на середні дистанції (стадіон)     |            | |            |                                         |        |                |                  |               |
| 800 метрів (хронологія)                | 1.44,10    | Володимир Граудинь Москва | 02.07.1988 | Bislett Games                           | ф1     | Осло           | Відео на YouTube | [ 5 ]         |
| 1000 метрів (хронологія)               | 2.16,0h    | Володимир Малоземлін Тольятті                                                                                                   | 27.06.1981 |                                         | ф1     | Київ           |                  | [ 6 ]         |
| 1500 метрів (хронологія)               | 3.34,49    | Ігор Лоторев Москва | 30.08.1985 | Memorial Van Damme                      | ф4     | Брюссель       | Відео на YouTube | [ 7 ]         |
| 1 миля (хронологія)                    | 3.55,2h    | Олександр Костецький Улан-Уде                                                                                                   | 05.07.1984 |                                         |        | Київ           |                  |               |
| 2000 метрів (хронологія)               | 5.02,79    | Геннадій Фішман Мінськ | 19.05.1985 |                                         | ф1     | Будапешт       |                  | [ 8 ]         |
| 3000 метрів (хронологія)               | 7.42,00    | Михайло Дасько Ленінград | 20.08.1989 | Köln Weltklasse                         | ф4     | Кельн          | Відео на YouTube | [ 9 ] [ 10 ]  |
| 3000 метрів з перешкодами (хронологія) | 8.19,38    | Іван Коновалов Іркутськ | 18.08.1985 | Кубок Європи                            | ф4     | Москва         |                  | [ 11 ]        |
| Біг на довгі дистанції (стадіон)       |            | |            |                                         |        |                |                  |               |
| 5000 метрів (хронологія)               | 13.11,99   | Валерій Абрамов Московська обл.                                                                                                 | 09.09.1981 |                                         |        | Рієті          |                  | [ 12 ]        |
| 10000 метрів (хронологія)              | 27.31,50   | Олександр Антипов Вільнюс | 29.08.1978 | Чемпіонат Європи                        | ф3     | Прага          | Відео на YouTube | [ 13 ]        |
| 20000 метрів (хронологія)              | 1:00.05,2h | Леонід Микитенко Алма-Ата | 17.05.1969 |                                         | ф1     | Алма-Ата       |                  | [ 14 ]        |
| 1 година (хронологія)                  | 20040 м    | Микола Пензін Алма-Ата | 15.08.1977 |                                         | ф1     | Москва         |                  | [ 15 ]        |
| 25000 метрів (хронологія)              | 1:17.34,0h | Альберт Іванов Москва | 27.09.1955 |                                         | ф1     | Москва         |                  | [ 16 ] [ 17 ] |
| 30000 метрів (хронологія)              | 1:34.32,2h | Віктор Байков Рязань | 22.06.1963 | Забіг на встановлення рекорду           | ф1     | Москва         |                  | [ 18 ] [ 19 ] |
| Біг (шосе)                             |            | |            |                                         |        |                |                  |               |
| Марафон (хронологія)                   | 2:09.17    | Яків Толстиков Кемерово | 21.04.1991 | Кубок світу з марафонського бігу        | ф1     | Лондон         | Відео на YouTube | [ 20 ]        |
| Бар'єрний біг (стадіон)                |            | |            |                                         |        |                |                  |               |
| 110 метрів з бар'єрами (хронологія)    | 13,20      | Олександр Маркін Москва | 11.06.1988 | Меморіал братів Знаменських             | ф1     | Ленінград      |                  | [ 21 ]        |
| 400 метрів з бар'єрами (хронологія)    | 47,92      | Олександр Васильєв Мінськ | 17.08.1985 | Кубок Європи                            | ф2     | Москва         |                  | [ 11 ]        |
| Естафетний біг (стадіон)               |            | |            |                                         |        |                |                  |               |
| 4×100 метрів (хронологія)              | 38,02      | СРСР Олександр Євгеньєв (Ленінград) Віктор Бризгін (Ворошиловград) Володимир Муравйов (Караганда) Володимир Крилов (Ульяновськ) | 06.09.1987 | Чемпіонат світу                         | ф2     | Рим            | Відео на YouTube | [ 22 ]        |
| 4×200 метрів (хронологія)              | 1.22,5h    | СРСР Михайло Кравцов (Краснодар) Олександр Стасевич (Іркутськ) Іван Бабенко (Ростов-на-Дону) Сергій Владимірцев (Ашхабад)       | 29.07.1979 | Спартакіада народів СРСР                | ф2     | Москва         |                  | [ 23 ]        |
| 4×400 метрів (хронологія)              | 3.00,16    | СРСР Сергій Ловачов (Ташкент) Євген Ломтєв (Саратов) Олександр Курочкін (Павлодар) Віктор Маркін (Новосибірськ)                 | 18.08.1984 | Дружба-84                               | ф1     | Москва         |                  | [ 24 ]        |
| 4×800 метрів (хронологія)              | 7.07,40    | СРСР Леонід Масунов (Одеса) Олександр Костецький (Улан-Уде) Василь Матвєєв (Москва) Віктор Калінкін (Пенза)                     | 05.08.1984 |                                         | ф1     | Москва         |                  | [ 25 ]        |
| 4×1500 м (хронологія)                  | 14.45,63   | СРСР Анатолій Калуцький (Челябінськ) Павло Яковлєв (Улан-Уде) Анатолій Легеда (Чернігів) Ігор Лоторев (Москва)                  | 04.08.1985 | Чемпіонат СРСР (поза програмою)         | ф1     | Ленінград      |                  | [ 26 ]        |
| Спортивна ходьба (шосе)                |            | |            |                                         |        |                |                  |               |
| Ходьба 20 кілометрів (хронологія)      | 1:18.20    | Андрій Перлов Новосибірськ | 26.05.1990 | Чемпіонат СРСР                          | ф1     | Москва         |                  | [ 27 ] [ 28 ] |
| Ходьба 50 кілометрів (хронологія)      | 3:37.41    | Андрій Перлов Новосибірськ | 05.08.1989 | Чемпіонат СРСР                          | ф1     | Ленінград      |                  | [ 29 ] [ 30 ] |
| Стрибки (стадіон)                      |            | |            |                                         |        |                |                  |               |
| Стрибки у висоту (хронологія)          | 2,41       | Ігор Паклін Фрунзе | 04.09.1985 | Універсіада                             | ф1     | Кобе           | Відео на YouTube | [ 31 ] [ 32 ] |
| Стрибки з жердиною (хронологія)        | 6,10       | Сергій Бубка Донецьк | 05.08.1991 | IDAG Galan ’91                          | ф1     | Мальме         | Відео на YouTube | [ 33 ]        |
| Стрибки у довжину (хронологія)         | 8,86       | Роберт Емміян Єреван | 22.05.1987 | Загальносоюзні змагання стрибунів       | ф1     | Цагкадзор      | Відео на YouTube | [ 34 ]        |
| Потрійний стрибок (хронологія)         | 17,90      | Володимир Іноземцев Луганськ | 20.06.1990 | Міжнародні змагання                     | ф1     | Братислава     |                  | [ 35 ]        |
| Метання (стадіон)                      |            | |            |                                         |        |                |                  |               |
| Штовхання ядра (хронологія)            | 22,24      | Сергій Смирнов Ленінград | 21.06.1986 | Матчева зустріч СРСР-НДР                | ф2     | Таллінн        |                  | [ 36 ]        |
| Метання диска (хронологія)             | 71,86      | Юрій Думчев Москва | 29.05.1983 | Спартакіада Москви                      | ф1     | Москва         |                  | [ 37 ] [ 38 ] |
| Метання молота (хронологія)            | 86,34      | Юрій Сєдих Москва | 30.08.1986 | Чемпіонат Європи                        | ф1     | Штутгарт       | Відео на YouTube | [ 39 ] [ 40 ] |
| Метання списа (хронологія)             | 87,08      | Володимир Сасімович Мінськ | 26.08.1991 | Чемпіонат світу                         | ф3     | Токіо          |                  | [ 41 ]        |
| Багатоборство (стадіон)                |            | |            |                                         |        |                |                  |               |
| Десятиборство (хронологія)             | 8709       | Олександр Апайчев Київська обл.                                                                                                 | 03.06.1984 | Матчева зустріч СРСР-НДР з багатоборств | ф1     | Нойбранденбург |                  | [ 42 ] [ 43 ] |

### Жінки
| Дисципліна                          | Результат | Атлет | Дата       | Змагання                      | Стадія | Місто     | Відео            | Примітки      |
| ----------------------------------- | --------- | --- | ---------- | ----------------------------- | ------ | --------- | ---------------- | ------------- |
| Спринт (стадіон)                    |           | |            |                               |        |           |                  |               |
| 100 метрів (хронологія)             | 10,87     | Людмила Кондратьєва Ростов-на-Дону                                                                                                  | 03.06.1980 | Кубок Ленінграду              | ф1     | Ленінград |                  | [ 44 ] [ 45 ] |
| 200 метрів (хронологія)             | 22,19     | Наталія Бочина Ленінград | 30.07.1980 | Олімпійські ігри              | ф2     | Москва    | Відео на YouTube | [ 4 ]         |
| 400 метрів (хронологія)             | 48,27     | Ольга Бризгіна Ворошиловград | 06.10.1985 | Кубок світу                   | ф2     | Канберра  | Відео на YouTube | [ 46 ] [ 47 ] |
| Біг на середні дистанції (стадіон)  |           | |            |                               |        |           |                  |               |
| 800 метрів (хронологія)             | 1.53,43   | Надія Олізаренко Одеса | 27.07.1980 | Олімпійські ігри              |        | Москва    | Відео на YouTube | [ 48 ] [ 49 ] |
| 1000 метрів (хронологія)            | 2.30,6h   | Тетяна Провідохіна Ленінград | 20.08.1978 | День бігуна                   | ф1     | Подольськ |                  | [ 49 ]        |
| 1500 метрів (хронологія)            | 3.52,47   | Тетяна Казанкіна Ленінград | 13.08.1980 | Weltklasse                    | ф1     | Цюрих     | Відео на YouTube | [ 50 ]        |
| 1 миля (хронологія)                 | 4.17,00   | Наталія Артьомова Ленінград | 20.09.1991 | IAAF Mobil Grand Prix Final   | ф1     | Барселона | Відео на YouTube | [ 51 ]        |
| 2000 метрів (хронологія)            | 5.28,72   | Тетяна Казанкіна Ленінград | 04.08.1984 |                               | ф1     | Москва    |                  | [ 52 ]        |
| 3000 метрів (хронологія)            | 8.22,62   | Тетяна Казанкіна Ленінград | 26.08.1984 |                               | ф1     | Ленінград |                  | [ 53 ]        |
| Біг на довгі дистанції (стадіон)    |           | |            |                               |        |           |                  |               |
| 5000 метрів (хронологія)            | 14.59,70  | Олена Романова Волгоград | 10.09.1991 | ISTAF                         | ф2     | Берлін    |                  | [ 54 ]        |
| 10000 метрів (хронологія)           | 30.57,21  | Ольга Бондаренко Волгоград | 30.08.1986 | Чемпіонат Європи              | ф2     | Штутгарт  |                  | [ 55 ]        |
| Біг (шосе)                          |           | |            |                               |        |           |                  |               |
| Марафон (хронологія)                | 2:27.05   | Тетяна Половінська Сімферополь | 23.09.1988 | Олімпійські ігри              | ф4     | Сеул      | Відео на YouTube | [ 56 ]        |
| Бар'єрний біг (стадіон)             |           | |            |                               |        |           |                  |               |
| 100 метрів з бар'єрами (хронологія) | 12,28     | Людмила Нарожиленко Краснодар | 11.07.1991 | Спартакіада народів СРСР      | ф1     | Київ      |                  | [ 57 ] [ 58 ] |
| 400 метрів з бар'єрами (хронологія) | 52,94     | Марина Степанова Ленінград | 17.09.1986 | Спартакіада народів СРСР      | ф1     | Ташкент   |                  | [ 59 ] [ 60 ] |
| Естафетний біг (стадіон)            |           | |            |                               |        |           |                  |               |
| 4×100 метрів (хронологія)           | 42,00     | СРСР Антоніна Настобурко (Дніпропетровськ) Наталія Помощникова (Москва) Марина Жирова (Московська обл.) Єльвіра Барбашина (Ташкент) | 17.08.1985 | Кубок Європи                  | ф2     | Москва    |                  | [ 11 ]        |
| 4×400 метрів (хронологія)           | 3.15,16   | СРСР Тетяна Ледовська (Мінськ) Ольга Назарова (Москва) Марія Пінігіна (Київ) Ольга Бризгіна (Ворошиловград)                         | 01.10.1988 | Олімпійські ігри              | ф1     | Сеул      | Відео на YouTube | [ 61 ] [ 62 ] |
| 4×800 метрів (хронологія)           | 7.50,17   | СРСР Надія Олізаренко (Одеса) Любов Гуріна (Кіров) Людмила Борисова (Краснодар) Ірина Подьяловська (Москва)                         | 05.08.1984 | Забіг на встановлення рекорду | ф1     | Москва    |                  | [ 63 ]        |
| Спортивна ходьба (стадіон)          |           | |            |                               |        |           |                  |               |
| Ходьба 5000 метрів (хронологія)     | 20.50,60  | Аліна Іванова Чебоксари | 15.07.1989 | Матчева зустріч СРСР-НДР      | ф1     | Брянськ   |                  | [ 64 ]        |
| Ходьба 10000 метрів (хронологія)    | 41.56,21  | Надія Ряшкіна Чебоксари | 24.07.1990 | Goodwill Games                | ф1     | Сіетл     |                  | [ 65 ]        |
| Стрибки (стадіон)                   |           | |            |                               |        |           |                  |               |
| Стрибки у висоту (хронологія)       | 2,05      | Тамара Бикова Москва | 22.06.1984 | Загальносоюзні змагання       | ф1     | Київ      |                  | [ 66 ] [ 67 ] |
| Стрибки у довжину (хронологія)      | 7,52      | Галина Чистякова Москва | 11.06.1988 | Меморіал братів Знаменських   | ф1     | Ленінград | Відео на YouTube | [ 21 ] [ 68 ] |
| Потрійний стрибок (хронологія)      | 14,95     | Інеса Кравець Київ | 10.06.1991 | Меморіал братів Знаменських   | ф1     | Москва    |                  | [ 69 ] [ 70 ] |
| Метання (стадіон)                   |           | |            |                               |        |           |                  |               |
| Штовхання ядра (хронологія)         | 22,63     | Наталія Лісовська Москва | 07.06.1987 | Меморіал братів Знаменських   | ф1     | Москва    |                  | [ 71 ] [ 72 ] |
| Метання диска (хронологія)          | 73,28     | Галина Савінкова Московська обл. | 09.09.1984 | Чемпіонат СРСР                | ф1     | Донецьк   |                  | [ 73 ]        |
| Метання списа (хронологія)          | 70,08     | Тетяна Бірюліна Ташкент | 12.07.1980 | Олімпійська «прикидка»        | ф1     | Подольськ |                  | [ 74 ]        |
| Багатоборство (стадіон)             |           | |            |                               |        |           |                  |               |
| Десятиборство (хронологія)          | 7007      | Лариса Нікітіна Москва | 11.06.1989 | Чемпіонат СРСР                | ф1     | Брянськ   |                  | [ 75 ]        |

## Рекорди СРСР у приміщенні

### Чоловіки
| Дисципліна                         | Результат               | Атлет | Дата       | Змагання                                                 | Стадія | Місто        | Відео            | Примітки      |
| ---------------------------------- | ----------------------- | --- | ---------- | -------------------------------------------------------- | ------ | ------------ | ---------------- | ------------- |
| Спринт                             |                         | |            |                                                          |        |              |                  |               |
| 50 метрів (хронологія)             | 5,73                    | Володимир Муравйов Караганда | 21.02.1981 | Чемпіонат Європи в приміщенні                            | 1пф2   | Гренобль     |                  | [ 76 ]        |
| 60 метрів (хронологія)             | 6,54                    | Віталій Савін Алма-Ата | 25.02.1989 | Кубок СРСР у приміщенні                                  | ф1     | Москва       |                  | [ 77 ]        |
| 200 метрів (хронологія)            | 20,53                   | Володимир Крилов Ульяновськ | 22.02.1987 | Чемпіонат Європи в приміщенні                            | ф2     | Льєвен       |                  | [ 78 ]        |
| 400 метрів (хронологія)            | 46,18                   | Володимир Крилов Ульяновськ | 12.02.1986 |                                                          | ф1     | Турин        |                  | [ 79 ]        |
| Біг на середні дистанції           |                         | |            |                                                          |        |              |                  |               |
| 800 метрів (хронологія)            | 1.47,01                 | Андрій Судник Мінськ | 30.01.1988 |                                                          |        | Москва       |                  |               |
| 1000 метрів (хронологія)           | 2.18,00                 | Ігор Лоторев Москва | 14.02.1987 | Кубок СРСР у приміщенні                                  | ф1     | Москва       |                  | [ 80 ] [ 81 ] |
| 1500 м (хронологія)                | 3.39,73                 | Сергій Афанасьєв Московська обл.                                                                                                   | 10.03.1989 | Матчева зустріч Велика Британія-США-СРСР серед чоловіків | ф3     | Глазго       |                  | [ 82 ]        |
| 1 миля (хронологія)                | 3.58,63                 | Валерій Абрамов Московська обл. | 23.02.1983 |                                                          | ф1     | Косфорд      |                  | [ 83 ]        |
| 3000 метрів (хронологія)           | 7.45,50                 | Олександр Федоткін Мінськ | 25.02.1979 | Чемпіонат Європи в приміщенні                            | ф3     | Відень       |                  | [ 84 ]        |
| Біг на довгі дистанції             |                         | |            |                                                          |        |              |                  |               |
| 5000 метрів (хронологія)           | 13.35,71                | Валерій Абрамов Московська обл. | 10.03.1982 | Міжнародні змагання                                      | ф1     | Мілан        |                  | [ 85 ]        |
| Бар'єрний біг                      |                         | |            |                                                          |        |              |                  |               |
| 50 метрів з бар'єрами (хронологія) | 6,58                    | Степан Кузів Львів | 22.02.1981 | Чемпіонат Європи в приміщенні                            | 1заб2  | Гренобль     |                  | [ 86 ]        |
| 60 метрів з бар'єрами (хронологія) | 7,42                    | Ігор Казанов Рига | 25.02.1989 | Кубок СРСР у приміщенні                                  | ф1     | Москва       |                  | [ 77 ]        |
| Естафетний біг                     |                         | |            |                                                          |        |              |                  |               |
| 4×200 метрів (хронологія)          | 1.25,16                 | СРСР Володимир Крилов (Ульяновськ) Олександр Шличков (Київська обл.) В'ячеслав Кочерягін (Даугавпілс) Аркадій Корнілов (Ленінград) | 10.02.1990 | Матчева зустріч Франція-Італія-Іспанія-НДР-ФРН-СРСР      | ф2     | Париж        |                  | [ 87 ]        |
| 4×400 метрів (хронологія)          | 3.05,9h                 | СРСР Євген Борисенко (Краснодар) Юрій Зорін (Ленінград) Борис Савчук (Ленінград) Олександр Братчиков (Москва)                      | 14.03.1970 | Чемпіонат Європи в приміщенні                            | ф1     | Відень       |                  | [ 88 ]        |
| Спортивна ходьба                   |                         | |            |                                                          |        |              |                  |               |
| Ходьба 5000 метрів (хронологія)    | 18.23,55                | Михайло Щенников Москва | 10.03.1991 | Чемпіонат світу в приміщенні                             | ф1     | Севілья      |                  | [ 89 ]        |
| Стрибки                            |                         | |            |                                                          |        |              |                  |               |
| Стрибки у висоту (хронологія)      | 2,38                    | Ігор Паклін Фрунзе | 07.03.1987 | Чемпіонат світу в приміщенні                             | ф1     | Індіанаполіс | Відео на YouTube | [ 90 ]        |
| Стрибки у висоту (хронологія)      | Геннадій Авдєєнко Одеса | ф2 |            | Чемпіонат світу в приміщенні                             |        | Індіанаполіс | Відео на YouTube |               |
| Стрибки з жердиною (хронологія)    | 6,12                    | Сергій Бубка Донецьк | 23.03.1991 | Міжнародні змагання                                      | ф1     | Гренобль     |                  | [ 91 ]        |
| Стрибки у довжину (хронологія)     | 8,49                    | Роберт Емміян Єреван | 21.02.1987 | Чемпіонат Європи в приміщенні                            | ф1     | Льєвен       |                  | [ 78 ]        |
| Потрійний стрибок (хронологія)     | 17,67                   | Олег Проценко Московська обл. | 15.01.1987 |                                                          | ф1     | Осака        |                  | [ 92 ]        |
| Метання                            |                         | |            |                                                          |        |              |                  |               |
| Штовхання ядра (хронологія)        | 21,46                   | Сергій Каснаускас Мінськ | 17.02.1984 | Чемпіонат СРСР у приміщенні                              | ф1     | Москва       |                  | [ 93 ]        |
| Багатоборство                      |                         | |            |                                                          |        |              |                  |               |
| Семиборство (хронологія)           | 6144                    | Олександр Невський Київ | 20.02.1982 | Чемпіонат СРСР у приміщенні                              | ф1     | Гомель       |                  | [ 94 ]        |

### Жінки
| Дисципліна                         | Результат | Атлетка | Дата       | Змагання                                      | Стадія | Місто        | Відео            | Примітки       |
| ---------------------------------- | --------- | --- | ---------- | --------------------------------------------- | ------ | ------------ | ---------------- | -------------- |
| Спринт                             |           | |            |                                               |        |              |                  |                |
| 50 метрів (хронологія)             | 6,22      | Ольга Короткова Москва                                                                                            | 22.02.1981 | Чемпіонат Європи в приміщенні                 | ф5     | Гренобль     |                  | [ 76 ]         |
| 60 метрів (хронологія)             | 7,02      | Ірина Привалова Москва                                                                                            | 08.03.1991 | Чемпіонат світу в приміщенні                  | ф1     | Севілья      |                  | [ 89 ]         |
| 200 метрів (хронологія)            | 22,41     | Ірина Привалова Москва                                                                                            | 10.03.1991 | Чемпіонат світу в приміщенні                  | ф2     | Севілья      |                  | [ 89 ]         |
| 400 метрів (хронологія)            | 51,22     | Марина Шмоніна Ташкент                                                                                            | 04.03.1990 | Чемпіонат Європи в приміщенні                 | ф1     | Глазго       |                  | [ 95 ]         |
| Біг на середні дистанції           |           | |            |                                               |        |              |                  |                |
| 800 метрів (хронологія)            | 1.58,4h   | Ольга Вахрушева Донецьк                                                                                           | 16.02.1980 | Чемпіонат СРСР у приміщенні                   | заб    | Москва       |                  | [ 96 ]         |
| 1000 метрів (хронологія)           | 2.36,02   | Марина Ячменьова Ленінград                                                                                        | 20.02.1988 | Кубок СРСР у приміщенні                       | ф1     | Москва       |                  | [ 97 ]         |
| 1500 м (хронологія)                | 4.03,9h   | Заміра Зайцева Андижан                                                                                            | 25.02.1979 | Чемпіонат Європи в приміщенні                 | ф2     | Відень       |                  | [ 84 ]         |
| 1 миля (хронологія)                | 4.28,46   | Надія Ралдугіна Київ                                                                                              | 10.03.1982 | Міжнародні змагання                           | ф1     | Мілан        |                  | [ 85 ]         |
| 3000 метрів (хронологія)           | 8.42,3h   | Ольга Бондаренко Волгоград                                                                                        | 26.01.1986 |                                               | ф1     | Волгоград    |                  | [ 98 ]         |
| Біг на довгі дистанції             |           | |            |                                               |        |              |                  |                |
| 5000 метрів (хронологія)           | 15.48,34  | Наталія Сороківська Алма-Ата                                                                                      | 03.02.1990 | Чемпіонат СРСР у приміщенні                   | ф1     | Челябінськ   |                  | [ 99 ]         |
| Бар'єрний біг                      |           | |            |                                               |        |              |                  |                |
| 50 метрів з бар'єрами (хронологія) | 6,80      | Марія Кеменчежі Кишинів                                                                                           | 21.02.1981 | Чемпіонат Європи в приміщенні                 | ф2     | Гренобль     |                  | [ 76 ]         |
| 60 метрів з бар'єрами (хронологія) | 7,69      | Людмила Нарожиленко Краснодар                                                                                     | 04.02.1990 | Чемпіонат СРСР у приміщенні                   | ф1     | Челябінськ   |                  | [ 99 ]         |
| Естафетний біг                     |           | |            |                                               |        |              |                  |                |
| 4×200 метрів (хронологія)          | 1.34,4h   | Радянська Армія                                                                                                   | 23.01.1987 |                                               |        | Москва       |                  |                |
| 4×400 метрів (хронологія)          | 3.27,95   | СРСР Марина Шмоніна (Ташкент) Людмила Джигалова (Харків) Маргарита Пономарьова (Ленінград) Аеліта Юрченко (Одеса) | 10.03.1991 | Чемпіонат світу в приміщенні                  | ф2     | Севілья      |                  | [ 89 ]         |
| Спортивна ходьба                   |           | |            |                                               |        |              |                  |                |
| Ходьба 3000 метрів (хронологія)    | 12.05,49  | Ольга Криштоп Новосибірськ                                                                                        | 06.03.1987 | Чемпіонат світу в приміщенні                  | ф1     | Індіанаполіс |                  | [ 90 ] [ 100 ] |
| Стрибки                            |           | |            |                                               |        |              |                  |                |
| Стрибки у висоту (хронологія)      | 2,03      | Тамара Бикова Ростов-на-Дону                                                                                      | 06.03.1983 | Чемпіонат Європи в приміщенні                 | ф1     | Будапешт     |                  | [ 101 ]        |
| Стрибки у довжину (хронологія)     | 7,30      | Галина Чистякова Москва                                                                                           | 28.01.1989 | Кубок СРСР у приміщенні                       | ф1     | Липецьк      |                  | [ 102 ]        |
| Потрійний стрибок (хронологія)     | 14,44     | Інеса Кравець Київ                                                                                                | 09.03.1991 | Чемпіонат світу в приміщенні (поза програмою) | ф1     | Севілья      | Відео на YouTube | [ 89 ]         |
| Метання                            |           | |            |                                               |        |              |                  |                |
| Штовхання ядра (хронологія)        | 22,14     | Наталія Лісовська Москва                                                                                          | 08.02.1987 | Чемпіонат СРСР у приміщенні                   | ф1     | Пенза        |                  | [ 103 ]        |
| Багатоборство                      |           | |            |                                               |        |              |                  |                |
| Семиборство (хронологія)           | 4661      | Інна Романченкова Брянськ                                                                                         | 31.01.1988 | Чемпіонат СРСР у приміщенні                   | ф1     | Перм         |                  | [ 104 ]        |